# Kill the Irishman
Kill the Irishman (Matar al irlandés en España y Maten al irlandés en Hispanoamérica) es una película de 2011 dirigida por Jonathan Hensleigh y protagonizada por Ray Stevenson, Vincent D'Onofrio, Christopher Walken y Val Kilmer. Está basada en la historia del jefe de la mafia irlandesa Danny Greene, el guion está inspirado en el libro To Kill the Irishman: The War That Crippled the Mafia (1998) de Rick Porrello.

## Argumento
Es una película biográfica de Danny Greene (Stevenson), jefe de la mafia irlandés estadounidense, quien dominaba los bajos fondos de Cleveland a finales de la década de 1970.

## Reparto
- Ray Stevenson como Danny Greene.
- Christopher Walken como Alex "Shondor" Birns, un usurero judíoestadounidense y dueño de un club nocturno.
- Val Kilmer como Joe Manditski, un policía de Cleveland amigo de Greene.
- Linda Cardellini como Joan Madigan.
- Vincent D'Onofrio como John Nardi, un ítaloestadounidense aliado de Greene.
- Vinnie Jones como Keith Ritson, un ex Hells Angels que trabaja para Greene.
- Tony Lo Bianco como Jack Licavoli, jefe de la familia criminal de Cleveland.
- Paul Sorvino como Tony Salerno, jefe de la familia criminal Genovese.
- Fionnula Flanagan como Grace O'Keefe.
- Laura Ramsey como Ellie O'Hara.
- Mike Starr como Leo "Lips" Moceri.
- Steve Schirripa como Mike Frato.
- Bob Gunton como Jerry Merke.
- Jason Butler Harner como Art Sneperger.
- Robert Davi como Ray Ferritto.

## Producción
El rodaje comenzó el 19 de mayo de 2009 en Detroit.